# Sky Tower (Abu Dhabi)
Sky Tower es un rascacielos que se localiza en la ciudad emiratí de Abu Dhabi, y para ser más exactos en la Isla Al Reem. Con una altura 292,2 metros y 74 plantas, es el 5º rascacielos más alto de Abu Dhabi. La construcción de la Sky Tower comenzó en el 2006, se alcanzó la altura final de 292,2 m en el 2009 y su construcción finalizó a mediados del 2010, convirtiéndose así en el rascacielos más alto de Abu Dhabi; pero no duraría mucho, ya que al año siguiente (2011) se terminaría de construir la Etihad Towers T2,  de 305 m de altura. La estructura del rascacielos fue construida con hormigón armado y la fachada está recubierta completamente de vidrio.
Junto a la Sky Tower podemos encontrar su torre hermana, la Sun Tower de 237,6 m de altura y 64 plantas, estas dos torres forman parte del complejo The Gate Shams Abu Dhabi, al cual también pertenecen las torres de The Gate, de 238 m de altura y 66 plantas.